# Grand Tour (film)
Grand Tour is een Portugees-Italiaans-Franse dramafilm uit 2024, geregisseerd en mede geschreven door Miguel Gomes. De hoofdrollen worden vertolkt door Gonçalo Waddington en Crista Alfaiate.

## Verhaal
De ambtenaar Edward werkt in 1917 in Rangoon, Birma voor het Britse Rijk. Hij laat zijn verloofde Molly in de steek op de dag dat ze gaan trouwen en vlucht weg in een staat van melancholie. Vastbesloten om te trouwen, volgt Molly zijn spoor.

## Rolverdeling
| Acteur             | Personage |
| ------------------ | --------- |
| Gonçalo Waddington | Edward    |
| Crista Alfaiate    | Molly     |
| Cláudio da Silva   |           |
| Lang Khê Tran      |           |
| Jorge Andrade      |           |
| João Pedro Vaz     |           |

## Productie
Grand Tour werd geproduceerd door het Portugese Uma Pedra No Sapato, in coproductie met het Italiaanse Vivo Film en het Franse Shellac Sud en Cinéma Defacto, in samenwerking met The Match Factory (Duitsland), Rediance (China) en Creatps Inc. (Japan) en met medewerking van ZDF/ARTE en RTP. In maart 2023 meldde Variety dat de film in Italië werd opgenomen. Men onthulde ook dat de film 16 mm-filmscènes zou combineren met de beelden en geluiden die Gomes had vastgelegd tijdens een onderzoeksreis naar Azië.

## Release en ontvangst
Grand Tour ging op 22 mei 2024 in première op het Filmfestival van Cannes in de competitie voor de Gouden Palm en won de prijs voor beste regisseur (Miguel Gomes). De film kreeg gemengde kritieken van de filmcritici, met een score van 77% op Rotten Tomatoes, gebaseerd op 13 beoordelingen. De film werd geselecteerd als Portugese inzending voor de beste niet-Engelstalige film voor de 97ste Oscaruitreiking.

## Prijzen en nominaties
De belangrijkste:
| Jaar | Prijs                   | Categorie                                                  | Genomineerde(n)                                            | Uitslag     |
| ---- | ----------------------- | ---------------------------------------------------------- | ---------------------------------------------------------- | ----------- |
| 2024 | Filmfestival van Cannes | Gouden Palm                                                | Miguel Gomes                                               | Genomineerd |
| 2024 | Filmfestival van Cannes | Beste regisseur                                            | Miguel Gomes                                               | Gewonnen    |
| 2024 | Film Fest Gent          | Grand Prix voor Beste Film                                 | Miguel Gomes                                               | Genomineerd |
| 2024 | Film Fest Gent          | Georges Delerue Prijs voor de Beste Muziek en Sound Design | Georges Delerue Prijs voor de Beste Muziek en Sound Design | Gewonnen    |